# Villa Mühlentrift 1
Die Villa Mühlentrift 1 nördlich der Dorfmitte in der niedersächsischen Gemeinde Geestland, Ortsteil Neuenwalde, im Landkreis Cuxhaven, stammt vom Anfang des 20. Jahrhunderts. Aktuell (2024) wird sie als Wohnhaus und gewerblich genutzt.
Das Gebäude steht unter Denkmalschutz (siehe auch Liste der Baudenkmale in Geestland).

## Architektur
Die Villa wurde 1907 (Inschrift) im Stil des Historismus erbaut. Das zweigeschossige giebelständige verputzte Gebäude mit ziegelgedecktem Satteldach auf Drempel, mittlerem Giebelrisalit mit Giebelspieß in der südlichen Längsfassade mit aufwändig gestaltetem historisierenden Eingang im barocken Stil mit eingestellten Säulen, Pilastern und Inschrift über der Tür, linker zweigeschossiger vermutlich späterer Anbau als Nebeneingang sowie mit gerahmten rund- und segmentbogigen Fenstern mit gestalteten Brüstungsfeldern und geschossteilenden Gesimsbändern in Putz, wurde als Wohnhaus einer ehemaligen Hofanlage gebaut. Es wird heute auch für kulturelle Veranstaltungen genutzt.
Die Einfriedung mit einem Metallzaun ist ebenfalls denkmalgeschützt. Das Landesdenkmalamt befand u. a.: „… zeit- und materialtypisch errichteter qualitätvoller Massivbau …“